# Cité de l'espace
La Cité de l'espace è un parco a tema scientifico, orientato verso lo spazio, l'astronomia e la conquista spaziale. Situata a Tolosa, la Cité de l'espace è stata inaugurata nel giugno 1997. Essa fu realizzata per iniziativa del Municipio di Tolosa con la partecipazione di numerosi partner, come, tra gli altri, il Consiglio regionale dei Midi-Pyrénées, i Ministeri francesi dell'Ecologia, dei Trasporti, della Difesa, dell'Educazione nazionale, della Ricerca e della Tecnologia, il Centre national d'études spatiales (CNES), Météo-France, l'azienda European Aeronautic Defence and Space Company (EADS) e la controllata EADS Astrium.
Nel corso dei primi 13 anni della sua esistenza, la Cité è stata visitata da circa 4 milioni di visitatori.

## La visita

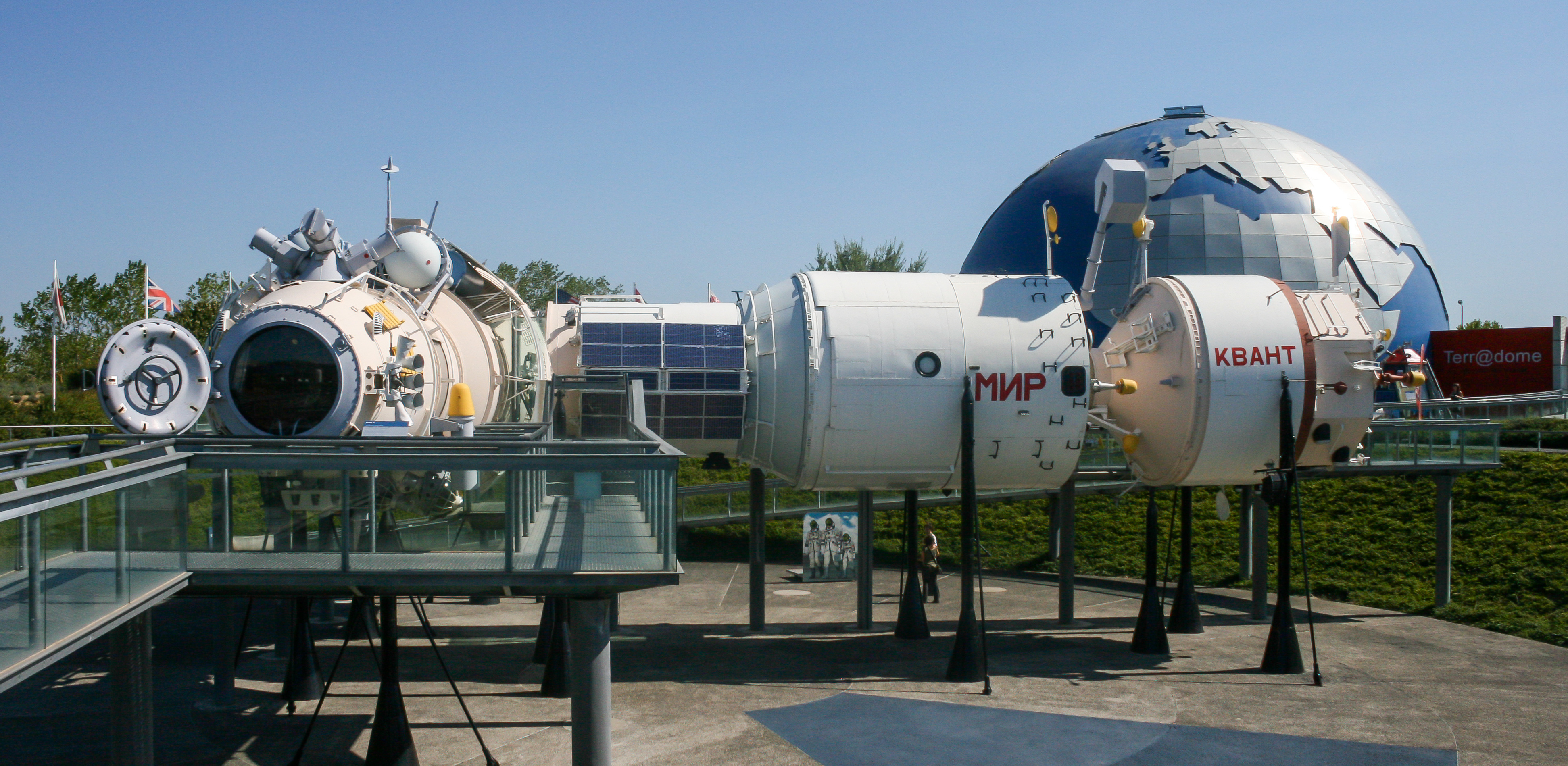
Replica a terra della stazione orbitante Mir

La sua originalità consiste nell'essere stata concepita come un parco a tema perché grandi e piccini possano istruirsi divertendosi.
Il parco permette di scoprire la replica a grandezza naturale del razzo Ariane 5 (53 metri di altezza), dell'astronave Sojuz e del satellite di osservazione della terra European Remote-Sensing Satellite (ERS). Si può anche visitare un modello ingegneristico della stazione spaziale Mir, completa di tutte le attrezzature.
La Cité de l'espace è anche dotata di numerose esposizioni, spesso interattive: così la sala di controllo permette di preparare il lancio di un razzo, di assistere al suo decollo, al suo volo e quindi alla messa in orbita di un satellite artificiale. Il Terràdome (un emisfero terrestre di 25 m di diametro) presenta la storia dell'Universo dal Big Bang fino alla formazione del sistema solare. Lo spazio Astralia, aperto nel 2005, propone due spettacoli al giorno: un planetario da 280 posti, dotato di uno schermo emisferico di 600 m², mostra tra l'altro un viaggio attraverso l'Universo alla scoperta di forme di vita extraterrestre.
Una sala da cinema IMAX da 300 posti, proietta il film Hubble 3D, documentario in stereoscopia realizzato con immagini digitali e da sequenze filmate nello spazio e sulla Terra, che raccontano le fasi della vita dell'Hubble Space Telescope e la missione spaziale di riparazione dello Space Shuttle, mostrando ciò che il telescopio orbitante ha permesso di scoprire. In precedenza, nella sala IMAX era proiettato il film Space Station 3D, girato nello spazio e vertente sull'inizio della costruzione della Stazione spaziale internazionale. Per i più giovani, viene proiettato il film Le chasseur dans le ciel (Cacciatori nel cielo), all'interno dello Stellarium, un planetario di 140 posti.
In totale ci sono più di 250 mostre, laboratori e oggetti. La Cité de l'espace è dotata inoltre di diverse sale da conferenza.

## Storia

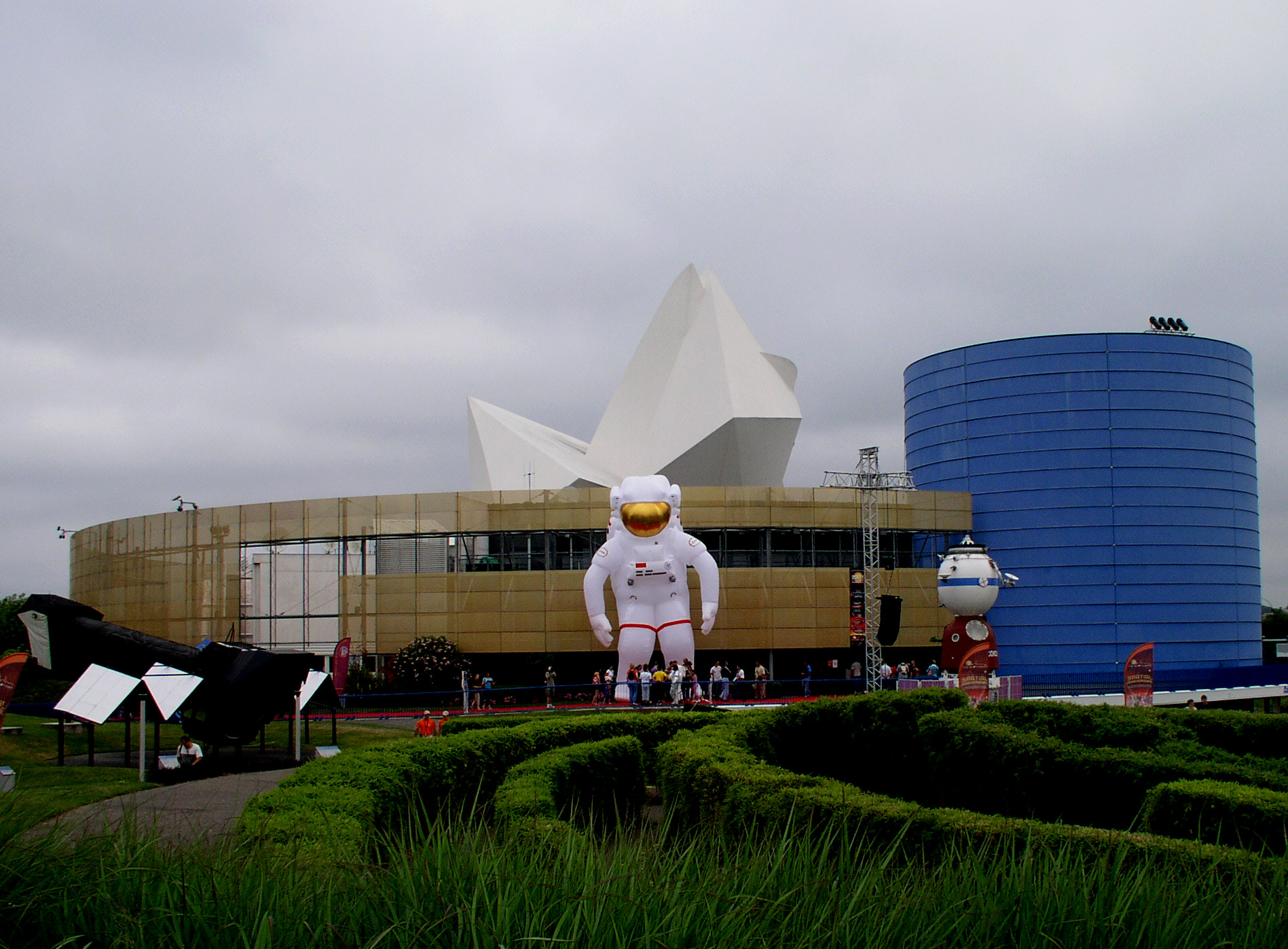
La Cité de l'espace nel decimo anniversario

- La Cité de l'espace nel decimo anniversariogiugno 1997: inaugurazione della Cité de l'espace da parte di Dominique Baudis, deputato e sindaco di Tolosa, e Claudie Haigneré, madrina del parco
- luglio 1998: inaugurazione della stazione spaziale Mir a grandezza reale
- settembre 2000: il parco accoglie il suo milionesimo visitatore
- ottobre 2000: inaugurazione del Terr@dome
- ottobre 2002: inaugurazione di una sala di esposizione permanente dedicata a Marte
- luglio 2003: ospita la tredicesima tappa del Tour de France (Tolosa/Ax 3 Domaines)
- ottobre 2003: la Cité ottiene il riconoscimento ufficiale « Tourisme et Handicap » per i quattro tipi di disabilità (mentale, visiva, motoria, uditiva).
- aprile 2005: inaugurazione dello spazio «Astralia - le 6e continent», che ospita in particolare il nuovo planetario e la sala IMAX
- maggio 2006: inaugurazione di uno spazio espressamente dedicato ai bambini, la «Base des Enfants»
- luglio 2007: si organizza un week-end "porte aperte" in occasione dell'anniversario dei primi dieci anni del parco. Più di 20.000 persone hanno assistito alle numerose animazioni e ai fuochi d'artificio organizzati per l'occasione.

- 2010: in progetto: création prevista di uno Spatioport, prima tappa di un vero "turismo spaziale" con attrezzature capaci di simulare al meglio le sensazioni e le esperienze vissute in un volo spaziale.

## Cifre
- 278.000 visitatori nel 2008
- 266.500 visitatori nel 2006
- 279.662 visitatori nel 2005
- 250.000 visitatori nel 2004
- Parco di 4 ettari
- 4000 m² di esposizione
- 2 planetari di 140 e 280 posti, rispettivamente di 15 e 20 m di diametro
- La riproduzione del razzo vettore Ariane 5 è stata dipinta di nuovo e migliorata nel 2006.